# Prunus tomentosa
Prunus tomentosa
Espèce
Classification phylogénétique
Le ragouminier, également appelé cerisier de Nankin (Prunus tomentosa), est une espèce de plantes à fleurs de la famille des Rosaceae. C'est un cerisier natif du Nord et de l'Ouest de la Chine, Tibet, Corée, Mongolie, et Nord de l'Inde,,.

## Synonymes
Le ragouminier (terme d'origine algonquine) est parfois aussi appelé "ragoumier", "cerisier du Canada", "cerisier nain du Canada", "minel du Canada" ou "cerisier de Nankin".

## Description
Une étude chinoise (2008), basée sur le séquençage de 44 variétés de Prunus tomentosa a montré «une énorme diversité morphologique» régionale (phénotypes à feuilles rouges dans le Heilongjiang, petites feuilles elliptiques étroites uniquement dans le Jilin).
Le ragouminier est un arbuste de forme irrégulière pouvant mesurer jusqu'à 4 m de haut pour le cultivar Blackthorn et 3 m pour Nanking Cherry à l'ouest des USA.
L'écorce est glabre et noir cuivré.
Les feuilles caduques sont alternes, 2-7 cm de long et 1-3,5 cm de large[réf. nécessaire], de forme ovale à obovale, acuminées à marge irrégulière dentelée, rugueuse, vert foncé, pubescent dessus et tomenteuse dessous, avec des pétioles à nectaires.
Les fleurs d'environ 1,5 à 2 cm de diamètre[réf. nécessaire] sont blanches ou roses dans un calice écarlate, s'ouvrant avec ou avant les feuilles au printemps. Très nombreuses, elles sont disposées en grappes sur des pédicelles écarlates.
Le fruit est une cerise douce mais un peu âpre, rouge vif, mûre en début d'été. Elle mesure 5-12 mm (rarement 25 mm) de diamètre[réf. nécessaire].

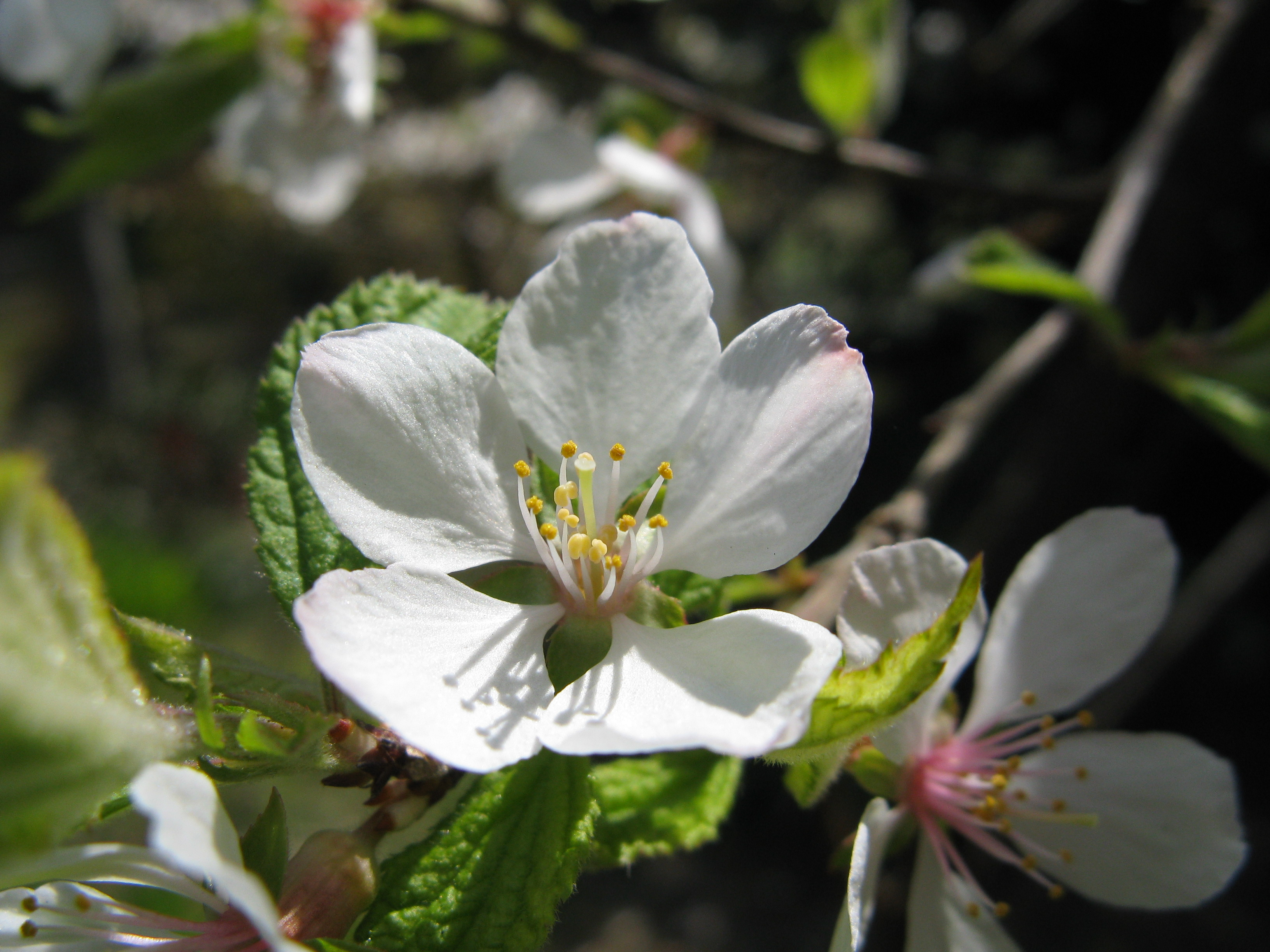
Fleurs.
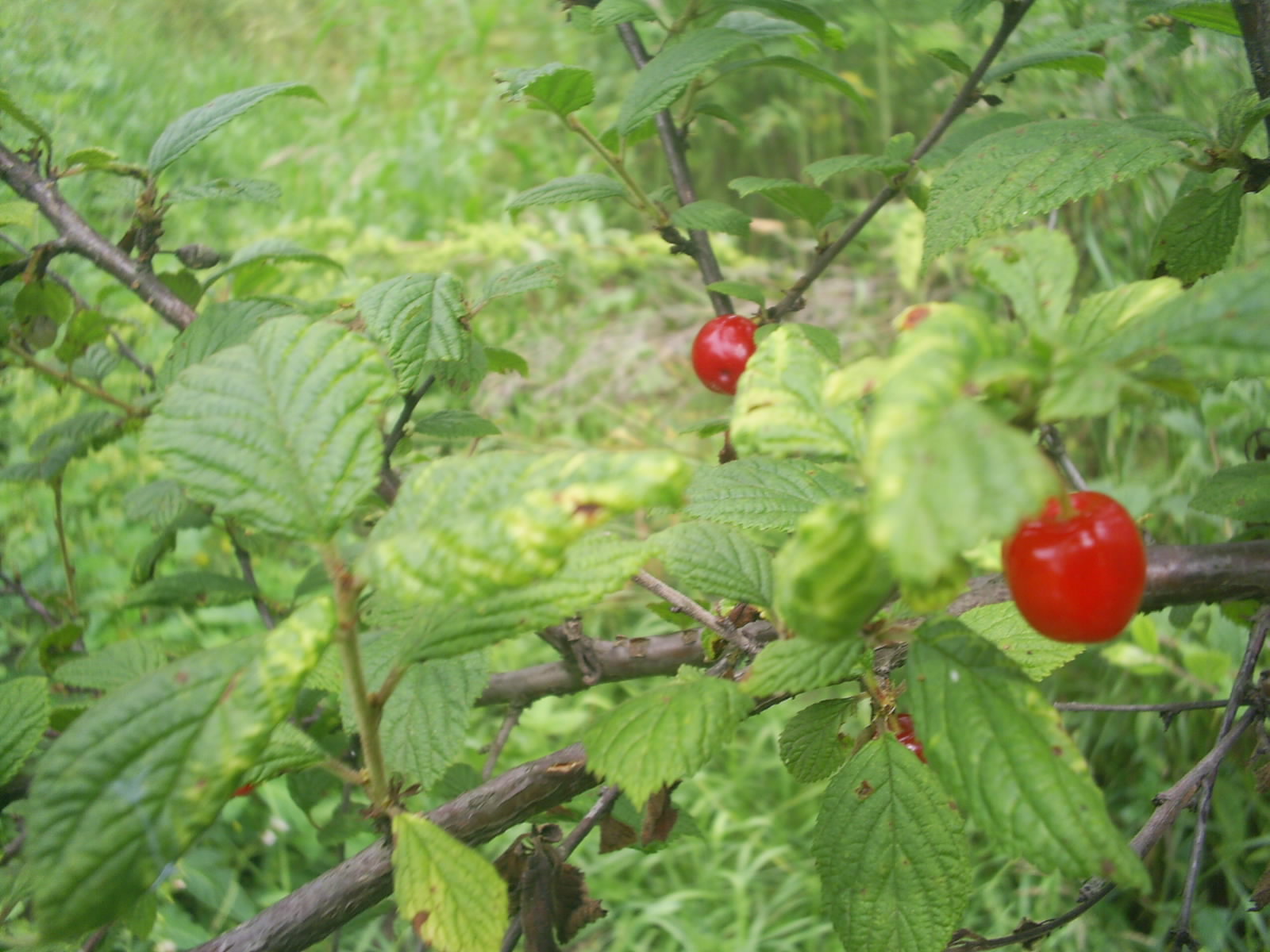
Feuilles et cerises de ragouminier.

## Culture
Le ragouminier préfère le plein soleil et se développe naturellement dans de nombreux types de sols mais s'épanouit dans un sol bien drainé et légèrement acide. À croissance rapide, il est résistant à la sécheresse, au froid et survit jusqu'en zone USDA 2,,.
Il se multiplie par séparation des drageons ou par semis.

### Cultivars
Plusieurs cultivars sont cultivés; 'Graebneriana' (Allemagne), 'Insularis' (Japon et Corée), 'Leucocarpa' (Mandchourie; fruit blanc), et 'Spaethiana' (Europe).

## Utilisation
Le ragouminier est cultivé pour un certain nombre d'usages. L'espèce a longtemps été largement cultivée dans toute l'Asie orientale pour ses fleurs et ses fruits. Il a été introduit dans les Iles britanniques en 1870 et aux États-Unis à l'Arnold Arboretum en 1892.
Le fruit est comestible, il permet de fabriquer jus de fruit, confiture, vin et vinaigre. Il est également cultivé comme plante ornementale et en bonsaï, prisé pour ses fleurs et ses fruits.
Il est utilisé comme porte-greffe nain pour les autres cerisiers.
En Mandchourie et aux États-Unis, l'arbuste est utilisé en haies pour fournir un brise-vent.